# Теро Питкемеки
Теро Кристијан Питкемеки (фин. Tero Kristian Pitkämäki; Илмајоки, 19. децембар 1982) фински је атлетичар који се такмичи у бацању копља. Бивши је светски првак (2007), троструки учесник олимпијских игара. Проглашен је европским атлетичаром године 2007. Његов лични рекорд од 91,53 м, постављен 2005. године, десети је резултат на свету свих времена.

## Спортска биографија
После осмог места на Олимпијским играма у Атини 2004. и доброг почетка сезоне 2005. године победом на митингу у Газ де Франсу (данас Атлетски митинг Арева) и митингу Златне лиге Бислет игре у Ослу, постао је један од фаворита за Светско првенство 2005. које се одржавало на домаћем рену у Хелсинкију. Притисак земље, где је традиција бацања копља веома важна, сувише је јака; завршава на четвртом месту. Након светског првенста победио је на митингу Велткласе у Цириху.
Прву медаљу Питкемеки је освојио на Евроском првенству у Гетеборгу 2006, када је био другопласирани.
У петак, 13. јула 2007. године, током митинга Златне лиге на стадиону Олимпико у Риму, Теро Питкемеки је бацио копље превише лево и погодио француског скакача удаљ Салима Сдирија у леђа. Сдири је пребачен у локалну Римску болницу са повредама које му нису угрозиле живот.
Исте године 5. августа Питкемеки је освојио четврто финско првенство у низу, бацањем од 89,43 м. На Светском првенству у Осаки 2007. освојио је златну медаљу у мушкој конкуренцији, бацивши 89,16 м; последњим бацањем, побољшао је свој лични рекорд на 90,33 м.
Дана 5. октобра 2007. Теро Питкамаки је од ЕАА проглашен за европског спортиту године. Фактори за његов избор били су 11 победа у сезони, укључујући и титулу светског првака; две победе на митинзима Златне лиге у Ослу и Паризу; као и бацање копља на 91,23 м, што је најбољи резултат Европе у сезони 2007.
Завршио је као 3. на Олимпијским играма у Пекингу и на Светском атлетском финалу 2008. Следеће године је био пети на Светском првенству у Берлину — са 81,90 м. Други је у финалу Светског купа у Солуну. На Европском првенству у Барселони 2010. заузео је треће место иза Норвежанина Андреаса Торкилсена и младог Немца Матијаса де Зордоа. Сезону је завршио као други у финалу Дијамантске лиге 2010. године.
Дана 25. августа 2013. године у Бад Костритцу, Теро Питкемеки је бацио 89,03 м и био најбољи бацач копља од сезоне 2011. 
У финалу 8. сезоне Дијамантске лиге 2017. на митингу Велткласе у Цириху, завршио је као трећи са 86,57 м — иза победника Јакуба Валдејха (88,50 м) и другопласираног Томаса Релера (86,59 м).

## Значајнији резултати
| Година | Такмичење                                | Локација         | Место | Резултат | Реф. |
| ------ | ---------------------------------------- | ---------------- | ----- | -------- | ---- |
| 2003   | Европско првенство за млађе сениоре У-23 | Бидгошћ          |       | 78,84 м  |      |
| 2004   | Олимпијске игре                          | Атина            | 8.    | 83,01 м  |      |
| 2005   | Светско првенство                        | Хелсинки         | 4.    | 81,27 м  |      |
| 2005   | Светско финале                           | Монако           |       | 91,33 м  |      |
| 2006   | Европско првенство                       | Гетеборг         |       | 86,44 м  |      |
| 2006   | Светско финале                           | Штутгарт         |       | 88,25 м  |      |
| 2007   | Светско првенство                        | Осака            |       | 90,33 м  |      |
| 2007   | Светско финале                           | Штутгарт         |       | 88,19 м  |      |
| 2008   | Олимпијске игре                          | Пекинг           |       | 86,16 м  |      |
| 2008   | Светско финале                           | Штутгарт         |       | 81,64 м  |      |
| 2009   | Светско првенство                        | Берлин           | 5.    | 81,90 м  |      |
| 2009   | Светско финале                           | Солун            |       | 84,09 м  |      |
| 2010   | Европско првенство                       | Барселона        |       | 86,67 м  |      |
| 2010   | Дијамантска лига                         | Дијамантска лига | 2.    | детаљи   |      |
| 2012   | Олимпијске игре                          | Лондон           | 4.    | 82,80 м  |      |
| 2013   | Светско првенство                        | Москва           |       | 87,07 м  |      |
| 2013   | Дијамантска лига                         | Дијамантска лига | 2.    | детаљи   |      |
| 2014   | Европско првенство                       | Цирих            |       | 84,40 м  |      |
| 2014   | Сусрет Шведска — Финска                  | Хелсинки         | 2.    | 83,24 м  |      |
| 2014   | Дијамантска лига                         | Дијамантска лига | 2.    | детаљи   |      |
| 2015   | Европско екипно првенство                | Чебоксари        | 1.    | 84,44 м  |      |
| 2015   | Светско првенство                        | Пекинг           |       | 87,64 м  |      |
| 2015   | Сусрет Шведска — Финска                  | Стокхолм         | 1.    | 84,42 м  |      |
| 2015   | Дијамантска лига                         | Дијамантска лига |       | детаљи   |      |
| 2017   | Светско првенство                        | Лондон           | 5.    | 86,94 м  |      |
| 2017   | Дијамантска лига                         | Дијамантска лига | 4.    | детаљи   |      |